# Adolf Dux

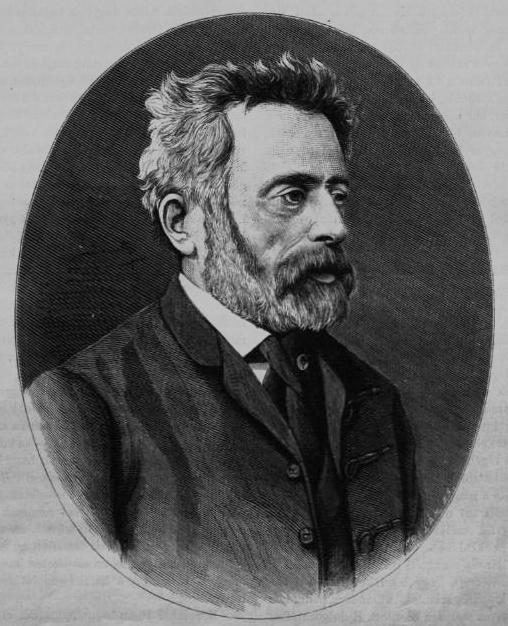
Adolf Dux

Adolf Dux (geboren 25. Oktober 1822 in Pressburg; gestorben 20. November 1881 in Budapest) war ein ungarischer Schriftsteller und Übersetzer.

## Leben
Adolf Dux stammte aus einer armen jüdischen Pressburger Familie. Nach dem Besuch der jüdischen Grundschule in Pressburg besuchte er die Gymnasien in seiner Geburtsstadt Pressburg und in Raab. Danach absolvierte er in Pressburg ein Jurastudium an der dortigen Akademie und betrat noch während desselben die Schriftstellerlaufbahn. Im Jahre 1849 ging er nach Wien und setzte dort seine Studien fort, die er als Dr. phil. beendete. Seine Muttersprache war Deutsch und die ungarische Sprache erlernte er erst ziemlich spät. Nach seiner Rückkehr nach Pressburg wurde er Mitarbeiter der Preßburger Zeitung. Im Jahre 1855 zog Dux nach Pest und arbeitete in den folgenden Jahren als Redakteur beim Pester Lloyd. Im Jahre 1867 wurde er Mitglied der ungarischen Kisfaludy-Gesellschaft.
Adolf Dux war zeitlebens kränklich. Er starb am 20. November 1881 in Budapest, wo er seit 1855 fast ununterbrochen gelebt hatte. Der bekannte Publizist Maximilian Falk hielt an seinem Grab einen beeindruckenden Nachruf.
Adolf Dux war der erste, der Sándor Petőfi mit der Übersetzung eines Bändchens ausgewählter Gedichte (Wien 1847) in die deutsche Literatur einführte. Außerdem übersetzte er die ungarische Tragödie Bánk bán von József Katona (Leipzig 1858) und zahlreiche andere Dichtungen in Versen und Prosa, z. B. József Eötvös Der Karthäuser (7. Aufl. Wien 1878) sowie die deutsche Erstausgabe Ein ungarischer Nabob von Maurus Jókai.
An Originalwerken veröffentlichte Dux teils Novellen wie Deutsch-Ungarisches (Wien 1871) u. a., teils literar- und kulturhistorische Studien, die unter dem Titel: Aus Ungarn (Leipzig 1880) gesammelt erschienen.